# Hammaptera repandaria
Hammaptera repandaria là một loài bướm đêm trong họ Geometridae.